# Бартол Франкопан
Бартол Франкопан, познатији као Шкинела I (умро око 1261) је био кнез крчки из породице Франкопана, родоначелник огранка Шкинела.

## Биографија
Шкинела је био син Бартола III (умро 1260) односно унук Вида II. Живео је у Задру где се крајем 1254. године спомиње као један од сведока. Млетачка република је 1260/1. године вратила Франкопанима одузету Крчку кнежевину. Половина Крка са острвом Првићем припала је Шкинели. Он је и умро 1260. или следеће године. Имао је тројицу синова: Петра I (умро после 1283), Шкинелу II и Бартола V (умро после 1281).